# Tribunal Superior de Justícia de Madrid
El Tribunal Superior de Justícia de Madrid, també conegut per les seves sigles TSJM, és el màxim òrgan autonòmic del poder judicial en la Comunitat de Madrid (Espanya), amb seu a Madrid.

## Història
El seu antecedent més directe van ser les antigues Audiències Territorials nascudes en 1812. L'actual Tribunal Superior de Justícia de Madrid va ser creat en 1985 a partir de l'article 26 de la Llei Orgànica del Poder Judicial, constituint-se el 23 de maig de 1989.

## Competències
El Tribunal Superior de Justícia de Madrid és l'òrgan jurisdiccional en què culmina l'organització judicial en la comunitat autònoma, sense perjudici de la competència reservada al Tribunal Suprem.

## Organització
L'alt tribunal madrileny es divideix en quatre sales:
- La Sala de Govern
- La Sala civil i Penal
- La Sala contenciosa administrativa
- La Sala social

## Seu
El TSJM té la seu al madrileny barri de Justícia de la capital d'Espanya, al costat d'altres institucions de l'àmbit judicial.

## Presidència
El president del TSJ és nomenat pel rei d'Espanya per a un període de 5 anys a proposta del Consell General del Poder Judicial. El Tribunal Superior de Justícia de Madrid ha tingut els següents presidents al llarg de la seva història:

### Llista de presidents
Informació actualitzada per un bot. Els canvis manuals es perdran quan s'actualitzi!
| Imatge | Titular                         | Des de | Fins a | Duració (anys) | Gènere  | Lloc de naixement          |
| ------ | ------------------------------- | ------ | ------ | -------------- | ------- | -------------------------- |
|        | Clemente Auger Liñán            | (1989) | (1992) | 2–3            | masculí | Madrid                     |
|        | Francisco Javier Vieira Morante | (2010) | (2018) | 7–8            | masculí | Madrid                     |
|        | Celso Rodríguez Padrón          | (2019) |        |                | masculí | Ribadavia                  |
|        | Javier María Casas Estévez      | (1997) | (2009) | 11–12          | masculí |                            |
|        | José Mateo Díaz                 | (1993) | (1996) | 2–3            | masculí | Las Palmas de Gran Canaria |